# Brandmelder
Als Brandmelder werden technische Geräte zum Auslösen eines Alarms im Falle eines Brandes in Wohnungen, öffentlichen Einrichtungen, Verkehrsmitteln oder Industrieanlagen bezeichnet. Im 19. Jahrhundert wurde der Begriff Feuertelegraph für verschiedene elektrische, mechanische und akustische Geräte verwendet.
Brandmelder unterscheidet man zwischen automatischen Brandmeldern, die den Brand anhand physikalischer Eigenschaften selbst erkennen, und nicht-automatischen Brandmeldern, die von Hand betätigt werden müssen. Sinn des Brandalarms ist das Warnen und Wecken von Personen innerhalb eines Gebäudes, das Einleiten von Maßnahmen zur Brandbekämpfung und zum Sach- und Personenschutz meist die Alarmierung von zuständigem Sicherheitspersonal oder der Feuerwehr.
Außer den Rauchwarnmeldern, die Wohnbereiche schützen, werden Brandmelder häufig in Verbindung mit einer Brandmeldeanlage verwendet. In Deutschland müssen Brandmeldeanlagen nach DIN 14675 und den Technischen Anschlussbedingungen für Brandmeldeanlagen (TAB), die von den einzelnen Landkreisen oder unter Leitung der örtlichen Feuerwehr herausgegeben werden, erstellt, geplant und errichtet werden. In Österreich sind die TRVB 114 und 123 maßgebend. Lokal oder regional kann eine andere Bauordnung zur Anwendung kommen. In der EU müssen Brandmelder für Brandmeldeanlagen der entsprechenden Norm der Reihe EN 54 erfüllen.

## Automatische Brandmelder

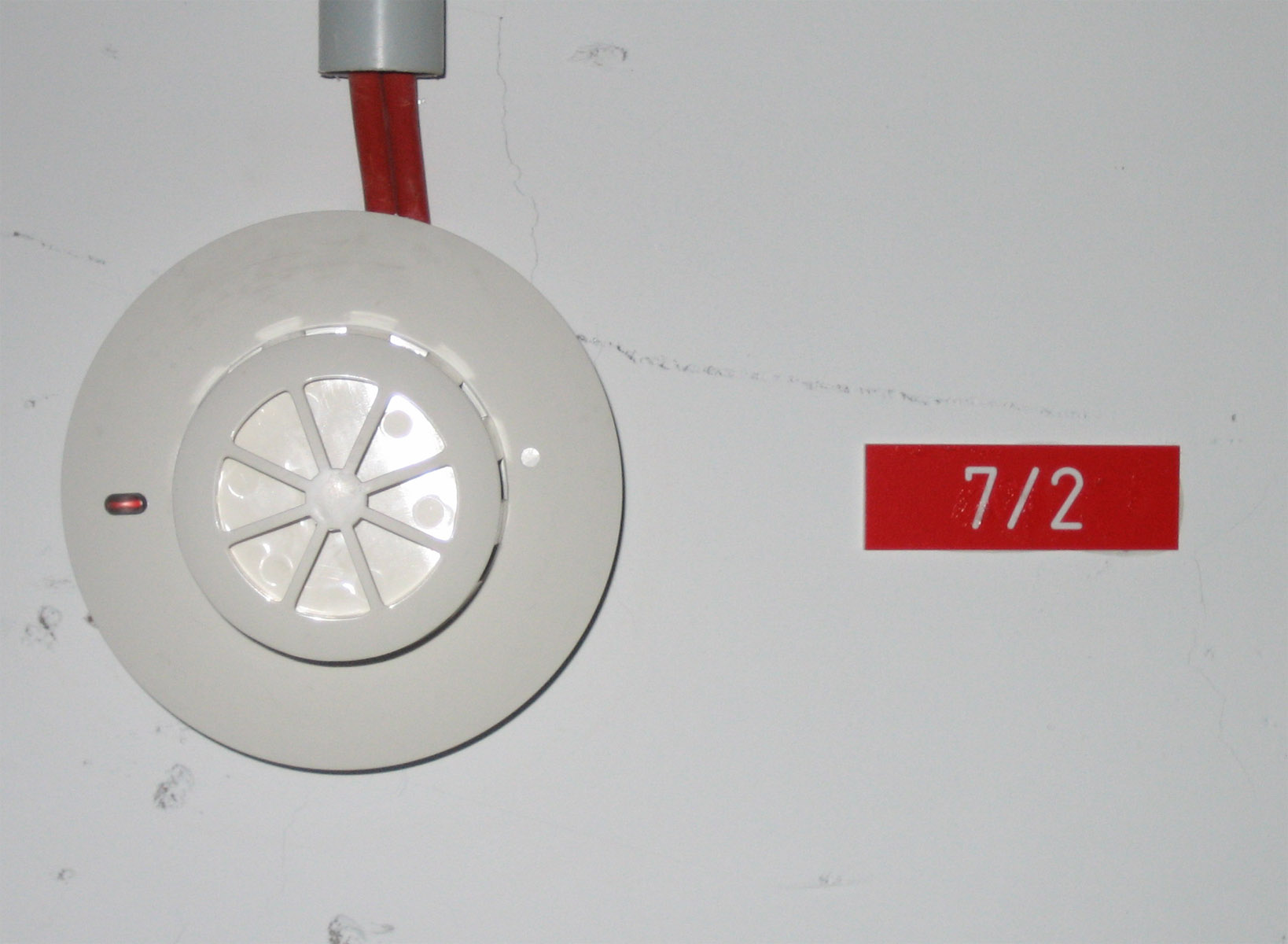
Automatischer Brandmelder mit Anbindung an eine Brandmeldeanlage, hier: Melder 2 in der Meldergruppe 7

Automatische Brandmelder können bei Bränden in der Entstehungsphase frühzeitig warnen. Wenn es brennt, kann eine Rauchgasdurchzündung, auch als Rollover bezeichnet, schon nach drei bis vier Minuten erfolgen und somit eine extreme Ausbreitung des Feuers verursachen.
Ein frühzeitiger Alarm durch einen automatischen Brandmelder ist deshalb nicht nur in aufwändig zu evakuierenden Gebäuden wie Hotels, Einfamilienhäusern mit vielen Kindern, Seniorenheimen, sondern in jeder Wohnung sinnvoll.

### Rauchmelder

#### Optische und photoelektrische Rauchmelder

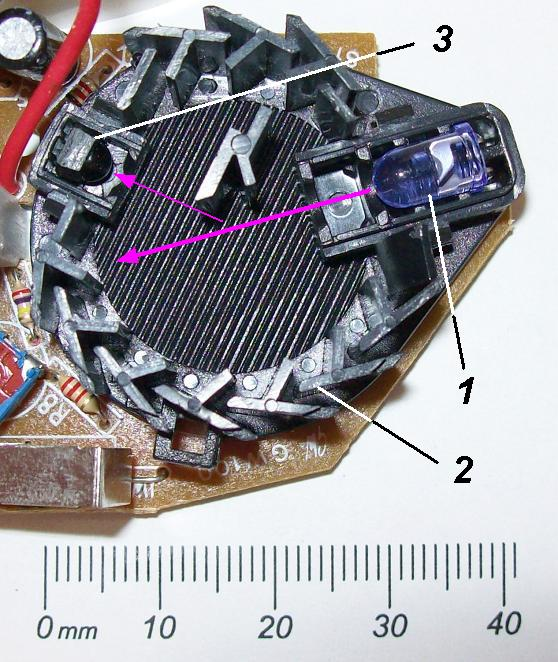
Streulichtkammer eines Rauchmelders:
1: Infrarot-LED
2: schwarze Streulichtkammer (geöffnet)
3: Fotodiode
pinkfarben: Strahlwege

Die häufigsten Brandmelder sind die optischen oder photoelektrischen Rauchmelder. Sie arbeiten nach dem Streulichtverfahren (Tyndall-Effekt). Im Gehäuse (welches immer z. B. per Gitter vor eindringenden Insekten geschützt sein sollte, die ansonsten eine häufige Quelle für Fehlalarme sind) wird durch eine Infrarot-LED (1) ein für Menschen unsichtbarer Lichtstrahl erzeugt, der am dazugehörigen Empfänger, einem lichtempfindlichen Sensor (Fotodiode, 3), vorbeizielt. Die Beleuchtung des Sensors durch von den Gehäusewänden reflektiertes Licht der Leuchtdiode oder von außen eindringendes Fremdlicht wird durch das Labyrinth aus schwarzem, nicht reflektierendem Material verhindert (2). Doch schon feinste Rauchpartikel, die bereits in einem sehr frühen Brand/Schwelstadium aufsteigen, reflektieren einen Teil dieses Streulichtes. Dann trifft es auf den Empfänger.
Bei einem Lasermelder wird statt einer einfachen Leuchtdiode (LED) mit einer sehr hellen Laserdiode gearbeitet. Dieses System erkennt schon geringste Partikel-Einstreuungen und wird hauptsächlich in hochsensiblen Bereichen, wie in Ansaugrauchmeldern eingesetzt, wo die Erkennung geringster Rauchmengen erforderlich ist.
Eine anschauliche Darstellung der Technik zeigt eine etwas ältere, aber bezüglich der Konstruktionsaspekte weiterhin gültige Folge der Sendung mit der Maus, gedreht im Kölner Labor des VdS.

#### Ionisationsrauchmelder
Im Normalzustand erzeugen die Alphastrahlen der radioaktiven Quelle (meist 241Am) in der Luft Ionen. Dadurch kann zwischen zwei geladenen Metallplatten ein Strom fließen. Wenn Rauchpartikel zwischen die Platten gelangen, fangen diese einen Teil der Ionen ein, wodurch die Leitfähigkeit der Luft verringert und somit der Strom kleiner wird. Der Melder schlägt Alarm.
Wegen der Radioaktivität werden Ionisationsrauchmelder nur noch in Sonderfällen eingesetzt, da die Auflagen streng sind. Das Gefährdungspotenzial eines einzelnen Melders ist bei bestimmungsgemäßem Gebrauch und Entsorgung gering.
Am weitesten verbreitet sind Ionisationsrauchmelder in Angloamerika, dort dürfen sie über den Hausmüll entsorgt werden.

#### Vergleich optische und Ionisationsrauchmelder
Ionisationsrauchmelder können praktisch unsichtbare, also kaum reflektierende, Rauchpartikel erkennen, wie sie vorzugsweise bei flammenden Bränden, aber auch in Dieselruß auftreten. Im Gegensatz dazu sind optische Rauchmelder besser zum frühzeitigen Erkennen von Schwelbränden mit relativ großen, hellen und kalten Rauchpartikeln geeignet. Das Detektionsverhalten beider Meldertypen ergänzt sich daher. Ein eindeutiger Vorteil bezüglich Sicherheit vor Falschalarmen (durch Wasserdampf, Küchendämpfe, Zigarettenrauch) kann für keinen dieser Meldertypen ausgemacht werden.

### Wärmemelder
Wärmemelder, auch Hitzemelder genannt, schlagen Alarm, wenn die Raumtemperatur einen bestimmten maximalen Wert (etwa 60 °C) überschreitet oder die Temperatur überdurchschnittlich schnell ansteigt (Thermodifferenzialauswertung). In der aktuellen Norm DIN EN 54-5 wird jedoch nicht mehr zwischen Thermomaximalmeldern und Thermodifferenzialmeldern unterschieden, da jeder Differenzialmelder einen Maximalwert besitzt. Zur Temperaturmessung werden oft Heißleiter eingesetzt.
Wärmemelder werden besonders häufig in rauchigen oder staubigen (aber normal temperierten) Räumen eingesetzt, in denen Rauchwarnmelder versagen, also beispielsweise in Werkstätten oder Küchen. Sie sind preiswerter, reagieren aber träger als Rauchmelder oder Brandgasmelder.
Wärmemelder werden vorwiegend zum Sachschutz (Warenhäuser, Fabrikhallen, Büros) eingesetzt. Beispielsweise werden Sprinkleranlagen durch eine Temperaturerhöhung aktiviert. Für den Personenschutz sind sie weniger geeignet, da eine wache Person den Brand deutlich früher erkennen kann. Eine schlafende Person hingegen würde durch Brandgase ersticken, bevor der Wärmemelder eine Temperaturerhöhung detektieren könnte.
Die EN 54-5 definiert je nach Ansprechtemperatur verschiedene Klassen für Wärmemelder: A1, A2, B, C, D, E, F und G. Thermodifferentialmelder tragen den Zusatz R (z. B. Klasse A1R), Thermomaximalmelder den Zusatz S. In Deutschland dürfen sie nach der Norm DIN VDE 0833-2 bzw. nach der VdS-Richtlinie 2095 bis folgende Höhen eingesetzt werden:
- Klasse A1 – Einsatz bis zu einer Raumhöhe von 7,5 m.
- Klassen A2, B, C, D, E, F und G – Einsatz bis zu einer Raumhöhe von 6,0 m.

### Mehrfachsensor-Brandmelder
Mehrfachsensormelder sind Brandmelder, die mit mehreren Sensoren arbeiten. Zur Erkennung kann ein Multisensormelder beispielsweise das Erkennungssystem eines optischen Rauchmelders und das Erkennungssystem eines thermischen Melders in einem einzigen Gerät vereinen. Mit Hilfe einer Elektronik werden die Sensorsignale ausgewertet, z. B. durch Verknüpfung verschiedener Schwellenwertauswertungen, mit neuronalen Netzen oder Fuzzylogik. Durch diese Kombination ist ein solcher Melder weniger empfindlich gegenüber Falsch- und Täuschungsalarmen. Die Anforderungen an diese Melder sind festgelegt in den Normen EN 54-29 für kombinierte Rauch- und Wärmesensoren, EN 54-30 für kombinierte CO- und Wärmesensoren und EN 54-31 für Melder mit kombinierten Rauch, CO- und optionalen Wärmesensoren.

### Brandgasmelder
Ein Brandgasmelder schlägt Alarm, wenn die Konzentration von Kohlenstoffmonoxid, Kohlenstoffdioxid oder anderen Verbrennungsgasen in einem Raum einen bestimmten Wert überschreitet. Brandgasmelder dienen zur frühzeitigen Erkennung von Schwelbränden. Sie sind in warmen, staubigen oder rauchigen Räumen einsetzbar, in denen Wärmemelder und Rauchwarnmelder zu Fehlalarmen neigen. Allerdings sind Brandgasmelder nicht als Universalersatz für Rauchmelder geeignet, da sie weder Rauchpartikel noch Hitze erfassen. Die Norm EN 54-26 definiert die Empfindlichkeit von CO-Brandmeldern, die in Brandmeldeanlagen eingesetzt werden.

### Flammenmelder

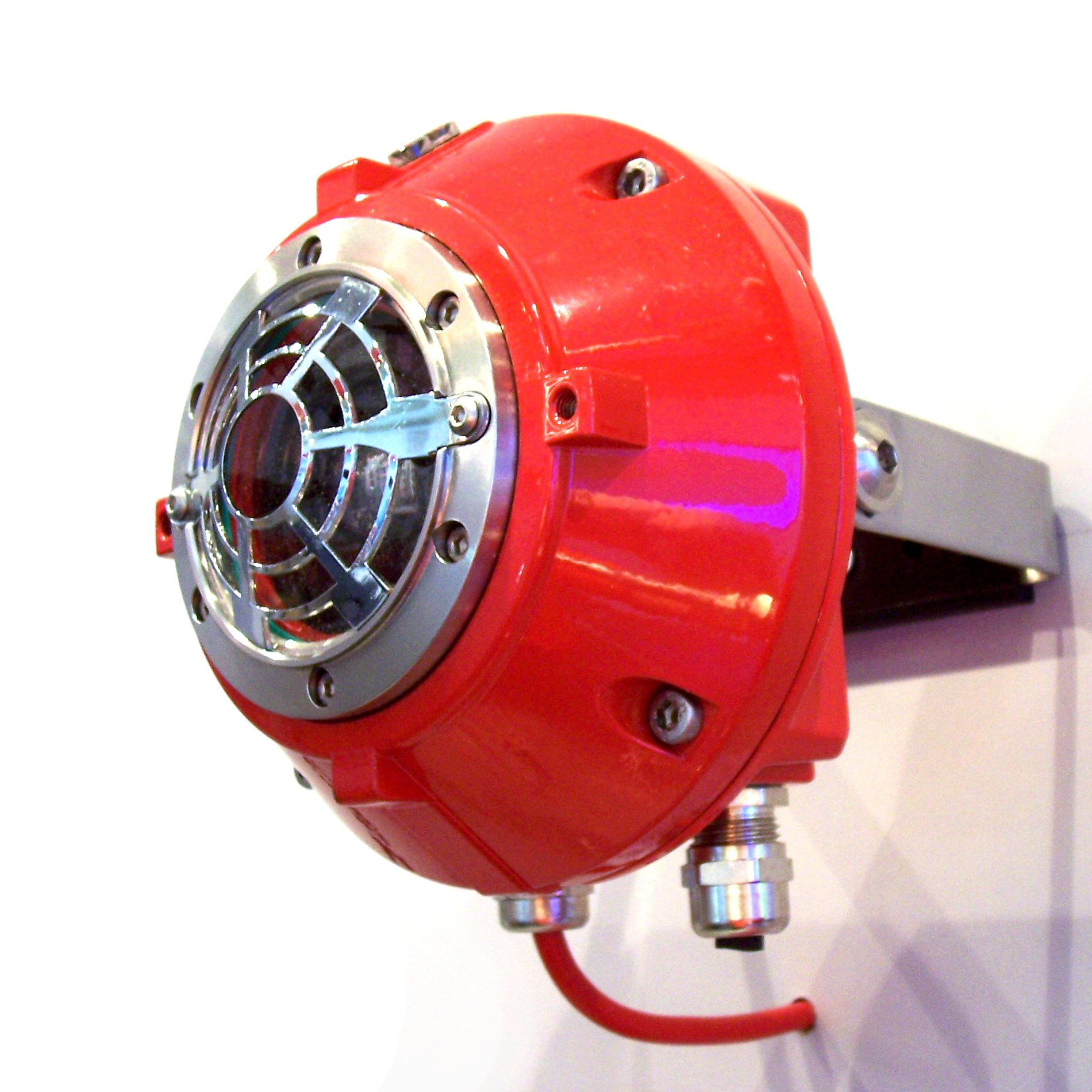
UV-Flammenmelder in Industrieausführung

Ein Flammenmelder erkennt das charakteristische Licht einer Flamme im Spektrum Infrarot bis Ultraviolett. Häufig werden mehrere Sensoren in einem Gehäuse vereint und gemeinsam ausgewertet, um einen Falschalarm (beispielsweise Fotoblitz) zu verhindern. Diese Melder reagieren nur, wenn zum einen die Flammenstrahlung (IR, UV) vorhanden ist, zum anderen auf die typische „Flackerfrequenz“ von Flammen und Glut.
Sie werden angewendet, wenn bei Brandausbruch mit einer raschen Entwicklung offener Flammen zu rechnen ist. Besonders geeignet sind sie an Arbeitsplätzen mit einer betriebsbedingten Rauchentwicklung, weil sie nicht bei Rauchentwicklung alarmieren.
Die EN 54-10 definiert je nach Ansprechempfindlichkeit drei Klassen für Flammenmelder:
- Klasse 1: höchste Empfindlichkeit, Melder reagiert bis zu einer Entfernung von 25 m auf die Prüfbrände
- Klasse 2: mittlere Empfindlichkeit, Melder reagiert bis zu einer Entfernung von 17 m auf die Prüfbrände
- Klasse 3: niedrigste Empfindlichkeit, Melder reagiert bis zu einer Entfernung von 12 m auf die Prüfbrände[9]

In Deutschland dürfen sie nach der Norm DIN VDE 0833-2 bzw. nach der VdS-Richtlinie 2095 bis folgende Montagehöhen eingesetzt werden:
- Klasse 1: bis 26 m
- Klasse 2: bis 20 m
- Klasse 3: bis 13 m

### Linienförmige Rauchmelder
Ein linienförmiger Rauchmelder, umgangssprachlich Beamer genannt, besteht aus einer Sendeeinheit und einer Empfangseinheit für infrarotes Licht, welche unter der Decke an der Wand montiert wurde. Der Melder reagiert auf eine durch Rauch erzeugte Abschwächung des Lichtstrahles zwischen Sender und Empfänger, ähnlich einer Lichtschranke. Der Melder wertet die Abschwächung des Lichtstrahles oder die Änderung der Abschwächung aus.
Die Anforderungen an linienförmigen Rauchmeldern sind in der Norm EN 54-12 „Linienförmige Melder nach dem Durchlichtprinzip“ festgelegt. In Deutschland dürfen sie nach der Norm DIN VDE 0833-2 bzw. nach der VdS-Richtlinie 2095 bis zu einer Raumhöhe von 16 m eingesetzt werden, und bei Nachweis der Wirksamkeit der Detektion sogar bis zu einer Raumhöhe von 20 m.

### Lineare Wärmemelder
Lineare Wärmemelder, die vor allem zur Überwachung von Tunneln oder Garagen eingesetzt werden, sind Sensorkabelmelder. Hierbei wird mit Hilfe eines Sensorkabels eine Temperaturerhöhung an einer beliebigen Stelle entlang des Sensorkabels detektiert. Bei manchen Technologien ist die Detektion von der erhitzten Kabellänge abhängig.
Ein einfaches Sensorkabel ist ein zweiadriges Kabel, das mit einem Endwiderstand abgeschlossen ist. Die beiden Adern sind durch einen Polymerkunststoff getrennt, der bei einer bestimmten Temperatur (z. B. 68 °C) schmilzt und dadurch die beiden Adern kurzschließt. Dies hat eine Widerstandsänderung zwischen den verbundenen Adern innerhalb des Sensorkabels zur Folge. Dieser Unterschied macht sich an der Auswerteeinheit bemerkbar, die bei der voreingestellten Alarmschwelle eine Alarmmeldung ausgibt. Das Sensorkabel ist hierbei gegen mechanische und chemische Einflüsse sowie Korrosion, Feuchtigkeit und Staub abgeschirmt. Lineare Wärmemelder nach diesem Prinzip müssen nach einem Alarm ausgetauscht werden. Sie werden daher als nicht-rücksetzbar bezeichnet.
Moderne lineare Wärmemelder arbeiten mit Hilfe von Glasfaserkabeln und nutzen den Raman-Effekt zur Temperaturmessung (Faseroptische Temperaturmessung). Vorteile dieser Systeme sind die große Reichweite (mehrere Kilometer mit einer Auswerteeinheit), die hohe Flexibilität, Falschalarmsicherheit und Immunität gegenüber elektrischen Störfeldern.
Eine andere Art der Wärmemessung geschieht über Fühlerrohre, die mit einem Gas oder einer Flüssigkeit gefüllt und in dem zu überwachenden Bereich an der Decke verlegt sind. Werden diese Rohre durch Brand oder die vom Brand erhitzte Luft erwärmt, dehnt sich das Fluid im Rohrinneren aus, und an einer Messeinrichtung wird der Druckanstieg registriert.
Die Anforderungen an lineare Wärmemelder sind festgelegt in den Normen EN 54-22 für rücksetzbare Melder und EN 54-28 für nicht-rücksetzbare Melder.

### Ansaugrauchmelder
Ansaugrauchmelder nehmen kontinuierlich eine Luftprobe über ein Rohrnetz aus verschiedenen Bereichen. Diese Luftprobe wird durch hochempfindliche Rauchmelder auf Rauchpartikel überprüft.

### Video-Brandmelder
Video-Brandmelder analysieren ein Videobild, um Rauch oder Flammen zu erkennen, die im Bild sichtbar sind. Sie bestehen aus einer Videokamera und einem Bildprozessor, die sich in einem einzigen Gehäuse oder in separaten Gehäusen befinden können. Die Vornorm ISO TS 7240-29 führt Produktanforderungen auf und definiert drei Typen von Video-Brandmeldern:
- Typ A: Video-Brandmelder, der Rauch erkennt
- Typ B: Video-Brandmelder, der Flammen erkennt
- Typ AB: Video-Brandmelder, der Rauch und Flammen erkennt

Eine Vornorm ISO TS 7240-30 als Installationsrichtlinie für Video-Brandmelder ist in Arbeit.

### Falschalarme
Feuerwehr und Anwohner haben immer wieder Probleme mit Falschalarmen. Diese können durch Wartungsmängel und durch eine ungünstige Positionierung oder Einstellung der Melder verursacht werden. Täuschungsalarme können auf unübliche Tätigkeiten im Umfeld eines Melders hindeuten. Beispiele sind der Betrieb von Staplern mit Verbrennungsmotoren, aber auch das Rauchen von Tabak und die Verwendung von E-Zigaretten unter einem Melder. Weitere Fehlerquellen sind Wasserdampf (Kochen, Baden, Waschen, Bügeln), Haarspray und Kolophoniumdämpfe (Löten) sowie starke Staubentwicklung.

## Handmelder

### Handfeuermelder
Ein Handfeuermelder, früher auch Druckknopfmelder, ist ein rot lackierter, nicht-automatischer Brandmelder. Eine Glasscheibe, die bei Gebrauch eingeschlagen werden muss, schützt den Knopf vor Witterungseinflüssen oder zufälliger Berührung. Das Drücken des Knopfes löst in der Brandmelderzentrale einen Alarm aus. Ein betätigter Handfeuermelder kann nur mit einem speziellen Werkzeug zurückgestellt werden, so soll ein strafbarer Missbrauch verhindert werden.
Handfeuermelder müssen gemäß anzuwendender Norm EN 54-11 für neu errichtete oder geänderte Anlagen seit September 2008 mit einem „brennendes Haus“-Symbol beschriftet und stets in roter Farbe gehalten sein (Farbton RAL 3001). Nur das Wort „Feuer“ darf zusätzlich zum Symbol angebracht werden. Handfeuermelder, die Teil einer bauordnungsrechtlich erforderlichen Brandmeldeanlage sind, gelten in Europa als harmonisiertes Bauprodukt. Hierzu zählen die nicht unmittelbar auf die Feuerwehr aufgeschalteten Anlagen. In diesen Fällen muss der Betreiber über eine ständig verfügbare und im Brandmeldekonzept beschriebene Alarmorganisation sicherstellen, dass nach einer Betätigung eines Handmelders zeitnah eine Intervention erfolgt (Kontrolle des Auslöseortes, Löschmaßnahmen).
Genaue Vorgaben zur Lage und Anordnung von Handfeuermeldern werden von der VdS 2095 und der DIN VDE 0833-2 jeweils unter Abschnitt 6.2.6 gemacht.
Handfeuermelder gibt es in Explosionsschutz-Ausführung. Die frühere Norm DIN 14678 für wurde zurückgezogen, heutige ATEX-Handfeuermelder sind Handfeuermelder nach EN 54-11 mit einem Gehäuse in Ex-Ausführung.

### Andere Handmelder
Alarmierungseinrichtungen, die anderen Zwecken als der Brandmeldung dienen, haben blaue Handmelder. Blaue Handmelder (RAL 5005) geben nur einen Hausalarm aus, der nicht zu einem Alarm bei der Polizei führt.
Handmelder in der Farbe Orange (RAL 2011) lösen eine Rauchabzugsanlage aus. Früher wurden graue, blaue oder weiße Handmelder dafür eingesetzt.
Gelbe Handmelder in RAL 1021 sind gemäß EN 12094-3 zur Handauslösung von Feuerlöschanlagen vorgesehen, beispielsweise CO2-Löschanlage oder Sprühwasserlöschanlage. Sie werden demnach Handauslöseeinrichtungen genannt. Die Richtlinie VdS 2496 über die Ansteuerung von Löschanlagen definiert weitere „Handmelder“: einen blauen Stopp-Taster (RAL 5015) und einen grünen Taster für das Nachfluten (RAL 6002).
Außerdem gibt es graue Handmelder (RAL 7035) für die manuelle Abschaltung von Klimaanlagen oder Lüftungen; grüne Handmelder (RAL 6032) für die Entriegelung von Fluchttüren. Die Länder haben hier unterschiedliche Bestimmungen.
Vor Ende des 20. Jahrhunderts gab es außerdem öffentliche Feuermelder. Dies waren Handfeuermelder, die an Feuerwehrhäusern und auf öffentlichen Plätzen in massiven Gehäusen ähnlich einer Notrufsäule angebracht waren. Eine Sonderform sind Melder, die direkt eine Sirene auslösen. Im Zeitalter von Mobiltelefonen werden sie immer weniger eingesetzt.
Notrufmelder (NRM) waren ab den 1970er Jahren in Deutschland notwendig geworden, nachdem die Leitung des Münzfernsprechers erst mit Einwurf einer Münze „frei“ wurde. Da Notrufe aber auch ohne Münzen möglich sein sollten, stattete man in der Bundesrepublik die Telefonzellen mit Notrufmeldern aus.

Brandschutzzeichen F005 nach ISO 7010 für einen Handfeuermelder
Veraltetes Symbol nach BGV A8 und DIN 4844 für „Brandmelder (manuell)“
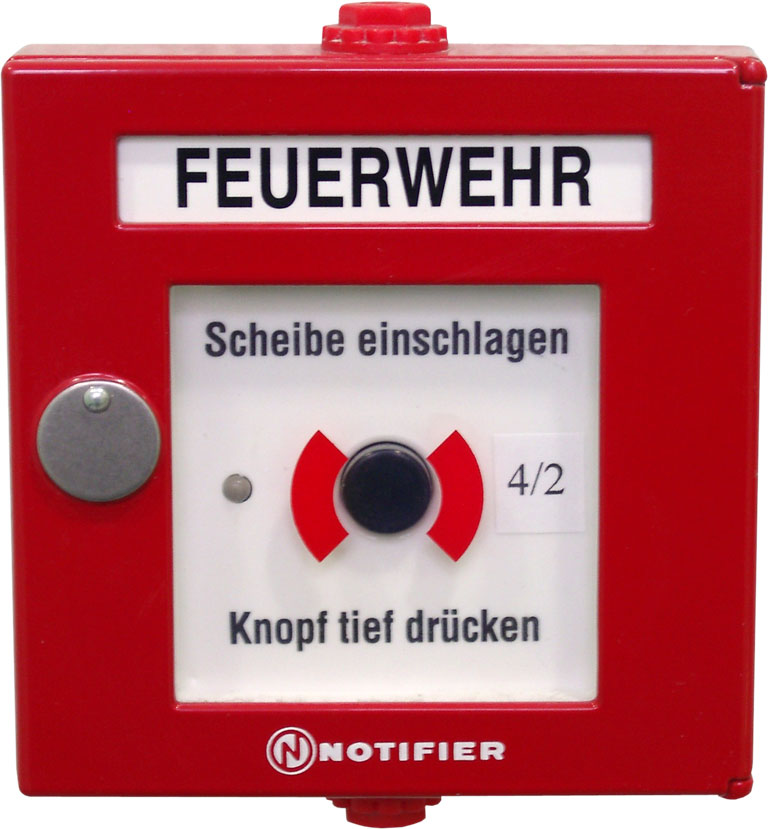
Handfeuermelder (erfüllt nicht EN 54-11)
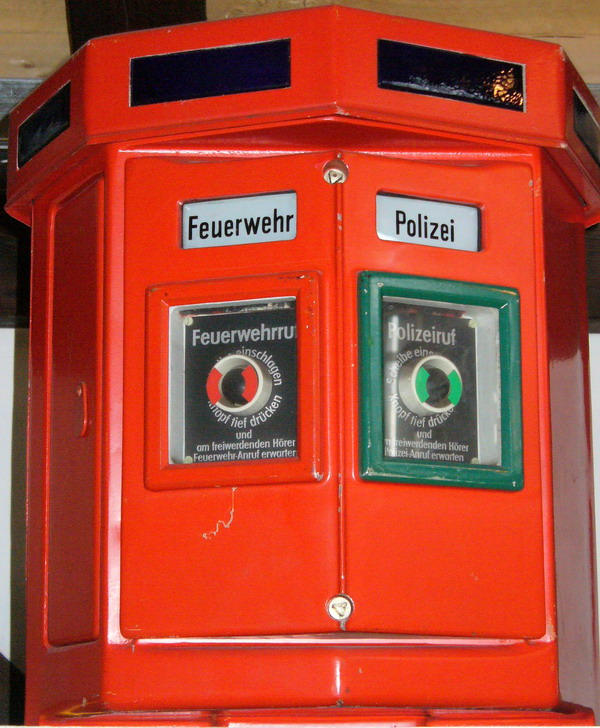
Historischer Brand- und Polizeimelder
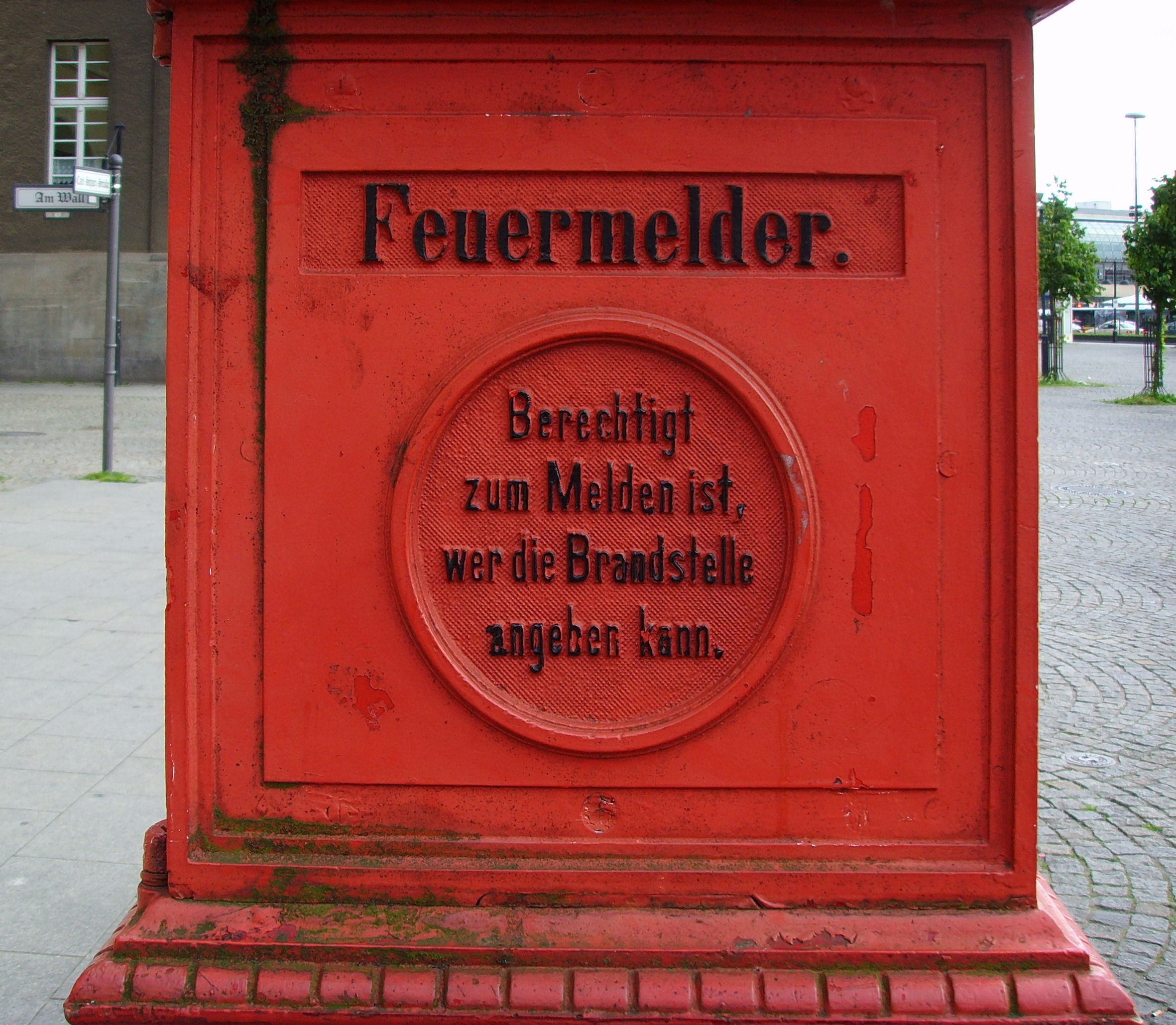
Warnhinweis an historischem Feuermelder in Spandau
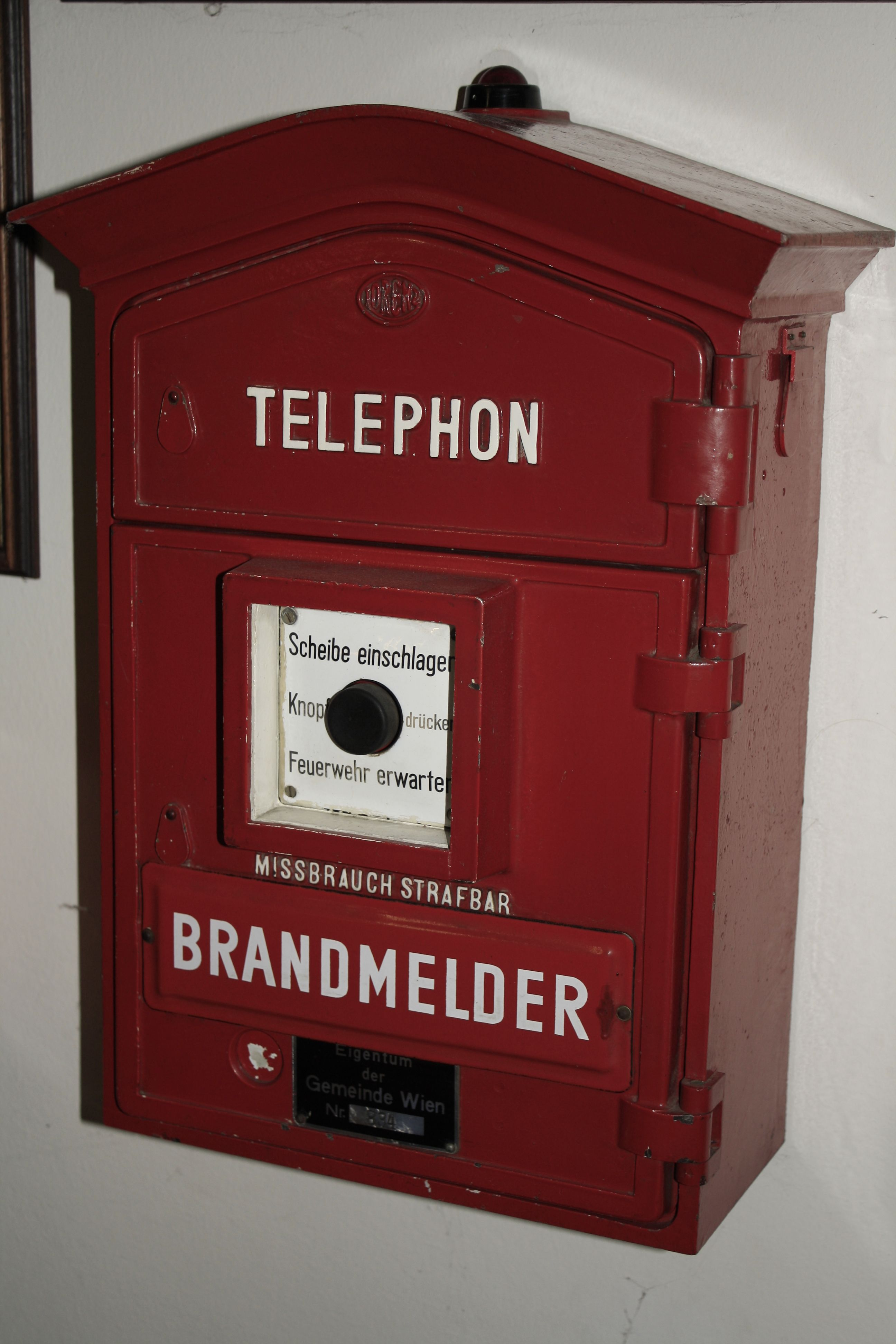
Historischer Feuermelder der Berufsfeuerwehr Wien
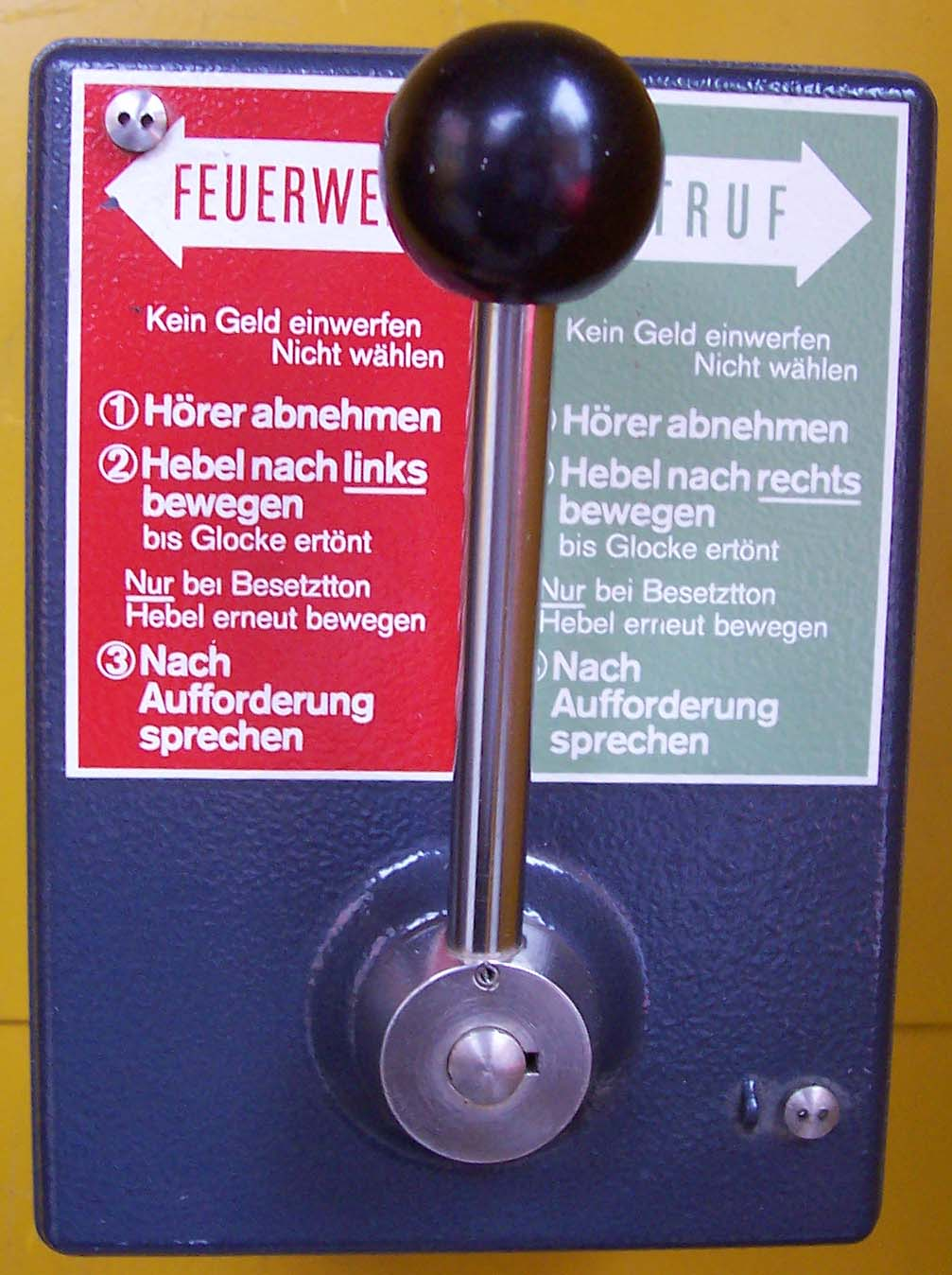
Notrufmelder in deutschen Telefonzellen. Hebel nach links: Feuerwehr. Hebel nach rechts: Notruf (Polizei)

## CO-Warnmelder
Ein CO-Warnmelder (oder kurz CO-Melder) dient dazu, in privaten Haushalten rechtzeitig vor gesundheitsgefährdenden Kohlenmonoxidkonzentrationen zu warnen. Ein CO-Melder kann beispielsweise die CO-Konzentration in einen Raum mit einem Kamin überwachen, um eine Kohlenstoffmonoxidvergiftung zu vermeiden.
Die Norm EN 50291-1 legt die Alarmbedingungen eines CO-Melders fest. Wird über drei Minuten lang eine hohe Konzentration von 300 ppm verzeichnet, schlägt der Melder sofort Alarm. Ebenso warnt der CO-Melder über ein akustisches Signal bei einer Konzentration von 100 ppm innerhalb eines Zeitraumes von 10 bis 40 Minuten. Liegen die Konzentrationen im niedrigeren Bereich, folgt ein Signal nach circa 120 Minuten, sofern keine Verbesserung eingetreten ist. Sobald die kritischen CO-Konzentrationen in der Raumluft sinken, beispielsweise durch intensives Lüften, stoppt der Alarm automatisch und die Einstellungen der CO-Melder setzen sich eigenständig auf Normalzustand zurück.

### Sensoren
Einfache Detektor-Streifen enthalten eine weiße Beschichtung, die sich in Gegenwart von Kohlenmonoxid bräunlich oder schwärzlich verfärbt.
Kohlenmonoxid-Detektoren lösen in der Regel nicht sofort beim Überschreiten eines Grenzwert aus, wie es bei Rauchmeldern der Fall ist, sondern erst nach Ablauf einer gewissen Zeit. Je höher die Kohlenmonoxid-Konzentration desto kürzer die Latenzzeit. Bei 100 ppm (Teile pro Million) löst ein Detektor möglicherweise erst nach zwanzig bis dreißig Minuten aus, bei 400 ppm hingegen innerhalb weniger Minuten. Durch die Verzögerung wird das Auslösen des Alarms bei nur kurzfristig erhöhten Kohlenmonoxidwerten vermieden, die etwa beim Rauchen von Tabakprodukten auftreten.
Es sind vier Arten von Sensoren üblich, die sich in Kosten, Genauigkeit und Reaktionsgeschwindigkeit unterscheiden. Die Sensoren halten in der Regel zwischen 5 und 10 Jahren. Da es meist nicht vorgesehen ist, nur den Sensoren zu wechseln, muss danach der gesamte Melder ausgetauscht werden.

#### Opto-chemische Melder
Der Melder enthält eine Chemikalie, die bei Kontakt mit Kohlenmonoxid ihre Farbe ändert, was von einem Lichtsensor registriert wird. Diese Art von Meldern ist kostengünstig. Sie können aber keine genauen Werte liefern.
Häufig beruht die Reaktion auf der katalytischen Oxidation von Kaliumdisulfitopalladat (II) (Kaliumpalladat-Sulfid):
{\displaystyle {\ce {CO + K2Pd(SO3)2 -> Pd + CO2 + SO2 + K2SO3}}}
Die Freisetzung von Palladium während der Reaktion bewirkt dabei eine Farbveränderung von gelb über braun zu schwarz.

#### Biomimetische Melder
Biomimetische Sensoren enthalten Substanzen, die sich wie Hämoglobin relativ zur aufgenommenen Menge an Kohlenmonoxid verdunkeln. Verwendet werden meist Cyclodextrine, ein Chromophor und eine Reihe von Metallsalzen.
Die Verdunklung kann entweder direkt beobachtet oder mithilfe einer Infrarot-Photonenquelle wie einer IR-LED und einer Fotodiode überwacht werden.
Diese Sensoren haben eine typische Nutzungsdauer von ca. sechs Jahren. Moderne Geräte enthalten Lithiumbatterien, die während der gesamten Lebensdauer nicht ausgetauscht werden brauchen.
Diese Melder waren die ersten, die für Endverbraucher angeboten wurden. Da sie teurer sind als andere Sensoren, wurden sie meist nur in besonders sensiblen Bereichen und in Wohnmobilen eingesetzt.
Mit dem heutigen Entwicklungsstand sind diese Melder laut dem Lawrence Berkeley National Laboratory sehr zuverlässig.

#### Elektrochemische Melder
Elektrochemische Sensoren nutzen das Prinzip einer Brennstoffzelle, um einen elektrischen Strom zu erzeugen, wenn Kohlenmonoxid mit dem Elektrolyten (meist Schwefelsäure) einer elektrochemischen Zelle reagiert. Kohlenmonoxid wird an der Elektrode zu Kohlendioxid oxidiert, während an der anderen Elektrode Sauerstoff verbraucht wird. Die Messung des Stroms ermöglicht dabei eine sehr genaue und lineare Ermittlung der Kohlenmonoxidkonzentration.
Bei Raumtemperatur haben diese Sensoren nur einen minimalen Stromverbrauch. Die Lebensdauer liegt typischerweise bei fünf bis zehn Jahren.
Diese Art Melder wird in den Vereinigten Staaten und in Europa überwiegend eingesetzt.
Der Taster zum Testen des Geräts dient zur Überprüfung von Batterie, Schaltkreis und Alarmfunktion. Um die Funktion des eigentlichen Sensors zu testen, ist es erforderlich, das Gerät in einen Behälter zu legen, der mit einem kalibrierten Testgas gefüllt wird.

#### Halbleiter-Melder
Der Sensor besteht aus dünnen Drähte aus Zinndioxid als Halbleiter auf einer isolierenden Keramikbasis. Dieses Sensorelement wird von einer integrierten Schaltung überwacht und muss im Betrieb auf etwa 400 °C erhitzt werden. Dabei erhöht Sauerstoff den Widerstand des Zinndioxids, während Kohlenmonoxid ihn verringert.
Die Lebensdauer des Sensors etwa fünf Jahre. Einmal jährlich wird eine Prüfung mit einem Testgas durchgeführt.
Aufgrund des hohen Strombedarfs des Sensors werden Geräte dieser Art meist über eine Steckdose versorgt. Batteriebetriebene Impulssensoren haben teilweise nur eine Lebensdauer von einigen Monaten.
Diese Sensoren werden häufig in Japan und anderen Ländern des Fernen Ostens eingesetzt und sind auch in den USA erhältlich. Verstärkt werden jedoch auch in Asien die genauer arbeitenden elektrochemischen Melder verwendet.

## Rauchwarnmelder

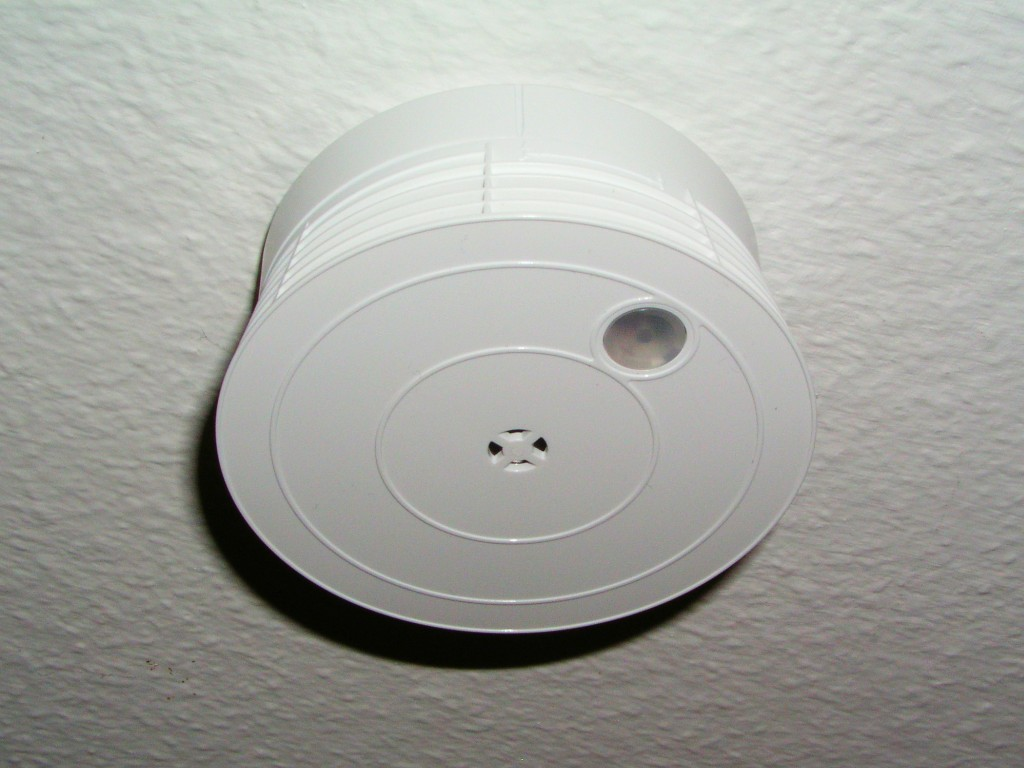
Optischer Rauchwarnmelder, an der Decke montiert

Rauchwarnmelder haben eine Sirene und Batterie eingebaut. Zur Energieversorgung kommen in der Regel fest verbaute Lithiumbatterien mit einer Lebensdauer von mindestens 10 Jahren zum Einsatz. Früher waren 9-Volt-Block-Batterien, z. B. in der Bauart Lithium CR-V9 mit einer Lebensdauer von bis zu 10 Jahren, üblich. Umgangssprachlich hat sich der Begriff „Rauchmelder“ durchgesetzt. Sie sind für Wohnhäuser, Wohnungen und Räume mit wohnungsähnlicher Nutzung vorgesehen. Neben optischen Rauchmeldern existieren Wärmemelder. Moderne Geräte kombinieren beide Erkennungsverfahren und sichern so unter Einhaltung der Norm Brandformen mit geringer oder keiner Rauchentwicklung ab.
→ Mehr zur Funktionsweise im Abschnitt Optische und photoelektrische Rauchmelder

### Industrienormen
Die harmonisierte Europäische Norm (DIN) EN 14604 legt Anforderungen, Prüfverfahren und Montagetechniken für Rauchwarnmelder fest. Sie ist neben der CE-Kennzeichnung für den Verkauf in der EU vorgeschrieben. Geprüft wird unter anderem die konstante Raucherkennung und die Empfindlichkeit bei vier verschiedenen Testbränden. Akkreditierte technischen Prüforganisationen dafür sind z. B. VdS Schadenverhütung oder TÜV Rheinland in Kooperation mit der KRIWAN Testzentrum GmbH.
In Deutschland gilt ergänzend die DIN 14676, die im Unterschied zur EN 14604 nicht auf die Montage, aber beispielsweise auf die Kopplung mehrerer Rauchwarnmelder eingeht. Gemäß dieser Produktnorm müssen Rauchwarnmelder einige Mindestleistungsmerkmale vorweisen:
- Der Schalldruckpegel muss mindestens 85 dB(A) in 3 m Entfernung betragen. Es wird auf die Möglichkeit von Hörschäden hingewiesen.
- Ein Warnsignal, welches sich vom Warnton im Brandfall unterscheidet, muss mindestens 30 Tage vorher wiederkehrend darauf hinweisen, dass die Batterie ausgetauscht werden muss.
- Eine Funktionsüberprüfung des Melders muss möglich sein, beispielsweise mittels eines Testknopfes.
- Rauch muss von allen Seiten in die Rauchmesskammer eindringen können; die Einlassöffnungen der Rauchkammer dürfen nicht größer als 1,3 mm sein und müssen einen Schutz vor Insekten und Verschmutzung aufweisen.

### Qualitätssiegel

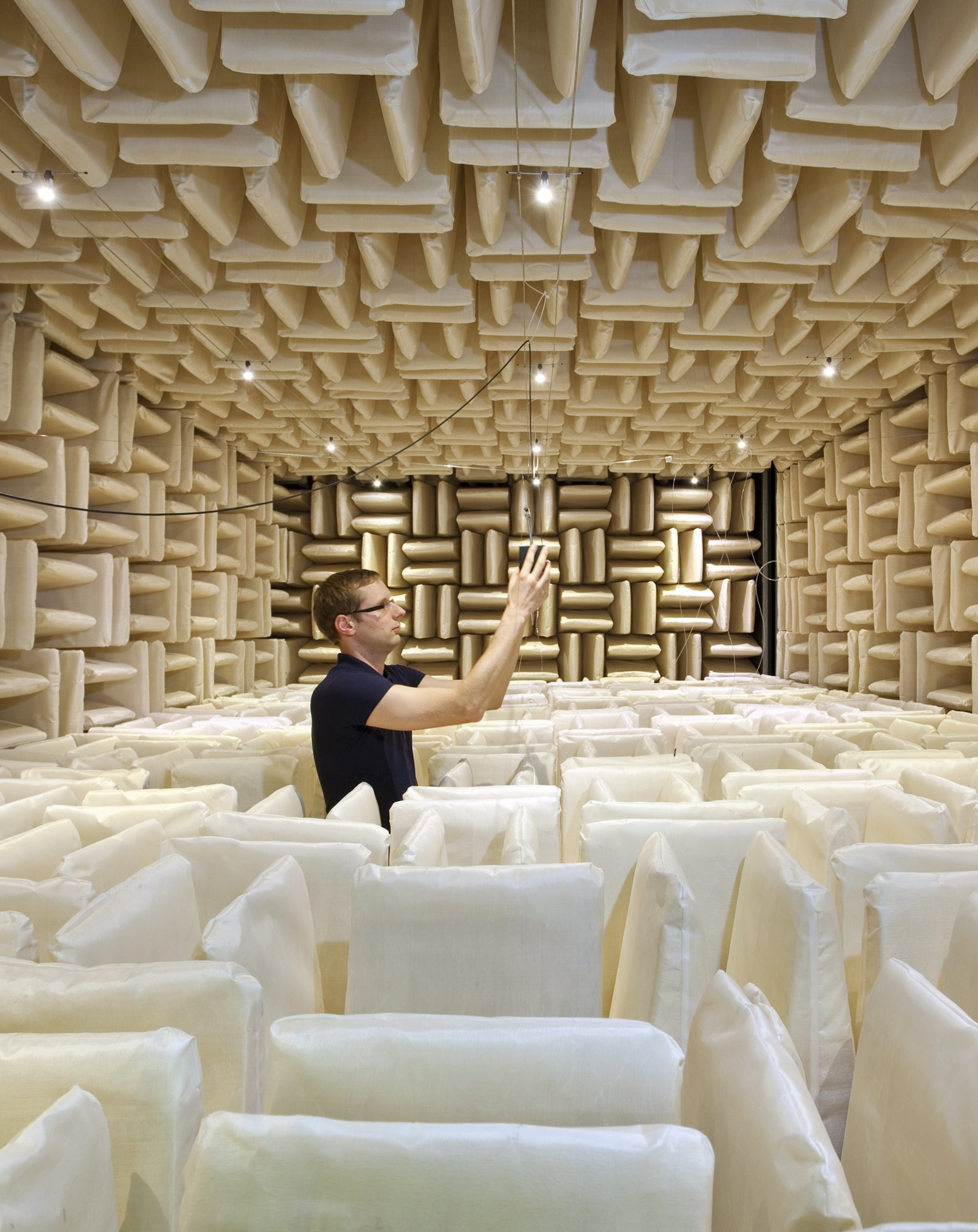
Schalltest an Rauchmeldern

Aufgrund praktischer Forderungen aus den Feuerwehren entwickelten Experten der vfdb und von VdS im Jahr 2010 ergänzende Prüfvorgaben für Rauchmelder. Die Richtlinien vfdb 14/01 und gleichlautend VdS 3131 enthalten zusätzliche Anforderungen an die Zuverlässigkeit, Verarbeitungsqualität und Gebrauchstauglichkeit der Geräte, u. a. eine fest eingebaute Batterie mit mindestens 10 Jahren Lebensdauer. Nur diese zusätzlichen Leistungsmerkmale bietende Rauchmelder (neben der obligatorischen DIN EN 14604 und dem CE-Zeichen) erhalten die VdS-Anerkennung oder das Q-Label des Vereins „Forum Brandrauchprävention e. V.“, eine eingetragene Marke, die für Sicherheit, Langlebigkeit und Qualität stehen soll.
Die Stiftung Warentest prüft regelmäßig Rauchmelder. Im Jahr 2016 wurden 20 Rauchmeldern mit und ohne Funkvernetzung getestet, nur die Hälfte erreichte Testnote gut. Diese sind ab 20 Euro erhältlich und beinhalten eine Lithium-Batterie für zehn Jahre.

### Probleme

#### Fehlerhafte Produkte
Im Herbst 2004 wurden bei Aldi, Praktiker und weiteren Märkten in Deutschland mehrere Millionen wirkungslose Rauchmelder verkauft. Bei allen bis Anfang 2005 aufgetauchten fehlerhaften Meldern ist als Produktionsdatum der 10. Mai 2004 ins Gehäuse eingeprägt. Die wurden in China hergestellt und mit gefälschten Prüfsiegeln versehen. Käufer der Plagiate verlieren vermutlich nicht ihren Brandversicherungsschutz, da sie im guten Glauben gehandelt haben. Ob allerdings Versicherungen tatsächlich eine Versicherungsleistung ablehnen oder mindern können, ist umstritten.

#### Stiftung Warentest
Die Stiftung Warentest prüft Rauchmelder und findet regelmäßig mangelhafte Modelle. Im Jahr 2016 wurden 20 Rauchmeldern mit und ohne Funkvernetzung getestet. Nur die Hälfte erreichte Testnote gut, diese sind ab 20 Euro erhältlich und beinhalten eine Lithium-Batterie für zehn Jahre. Der einzige Funkmelder im Test 2018 fiel durch, weil er bei dichtem Rauch viel zu spät oder gar nicht anschlug.
Die von der EPS Vertriebs GmbH importierten Melder FireAngel ST-630 und ST-620 vom Hersteller Sprue Aegis fielen im Nachhinein durch eine sehr kurze Batterielebensdauer auf, entstanden durch einen Produktionsfehler. Auch er trägt ein Q-Label. In Internetforen war dies Thema breiter Diskussionen.

#### Kinder werden nicht geweckt
Das sehr laute Alarmsignal weckt Erwachsene auch im Tiefschlaf sicher. Dagegen werden Kinder oft nicht geweckt.

#### Datenschutz
Aufgrund der digitalen Vernetzung wird zudem auf die Überwachungsmöglichkeiten und Datenschutzbedenken hingewiesen.

### Hersteller in Europa
- Hekatron produziert vollautomatisch und ausschließlich in Sulzburg

- Pyrexx produziert ausschließlich in Deutschland[36]

- Ei Electronics produziert ausschließlich in Shannon (Irland)[37]
- ABUS stellt die hochpreisigen Modelle RM250[38] und RM450[39] in Deutschland her
- Autronica fertigt in Norwegen.[40] Laut Eigendarstellung 1970 mit dem BJ-1 der erste Rauchmelder mit Kleinspannung.[41]

FireAngel Safety Technology Group, vormals Sprue Aegis, veröffentlicht widersprüchliche Informationen über ihre Lohnfertiger. Laut deutscher Website wird seit 2018 bei Flextronics in Tczew (Polen) produziert, laut britischer Website bei zwei Lohnfertigern in China. Andere Marken sind AngelEye in Frankreich, Sona in Großbritannien und Pace in Kanada. Deren Sensoren für Kohlenmonoxid werden alle bei Pace Sensors in Kanada produziert.

### Vernetzte Rauchmelder
Es gibt Rauchwarnmelder, die über Funk oder Kabel miteinander vernetzt werden können. Dann schlagen alle Melder Alarm, wenn ein Gerät Rauch entdeckt. So wird man gewarnt, wenn der Alarmton des Melders ansonsten nicht zu hören wäre – beispielsweise wenn im Keller Feuer ausbricht.

#### Smart Building
Die Anbindung an die Gebäudetechnik (z. B. mittels KNX-System) ermöglicht die Auslösung weiterer Aktionen; so können die Beleuchtung im Fluchtweg eingeschaltet, Jalousien geöffnet oder eine Benachrichtigung per Telefon oder SMS abgesetzt werden.
Die oben genannte Norm EN 14604 lässt Heimrauchmelder nicht für den Einsatz als Brandmelder an einer BMA zu. Im Gegensatz zu Brandmeldern, die über Brandmeldeanlagen Brandausbrüche an die Feuerwehr melden sollen, haben die Heimrauchmelder die vorrangige Aufgabe, Personen in Räumen vor Bränden zu warnen. Wobei besonders schlafende Personen gefährdet sind. Die Heimrauchmelder dienen daher eher dem Personen- als dem Sachschutz.

#### Smart Home
Die optoelektrischen Sensoren, welche in einem Großteil der Rauchmelder zum Einsatz kommen, gibt es seit 1976 und sind somit sehr ausgereift und billig. Hersteller machen ihren Gewinn also vor allem durch Zusatzfunktionen. Entsprechend verläuft die technische Entwicklung, auch bezüglich der Einbindung in die Smart Homes. Die bestimmende europäische Norm EN 14604 hat sich seit 2005 aber nur unwesentlich verändert und hinkt laut den Herstellern der rasanten technischen Entwicklung also um mehr als eine Dekade hinterher. Die umfassenden Möglichkeiten zur Gewinnsteigerung mittels Digitalisierung und Vernetzung in diesem Markt werden derzeit nicht berücksichtigt.
Weiter diskutiert der ZVEI – Verband der Elektro- und Digitalindustrie (vormals: Zentralverband Elektrotechnik- und Elektronikindustrie) derzeit eine Verwendung der Melder im Katastrophenfall. Ein zusätzlicher Chip könnte von Großschäden betroffene Bevölkerungsteile per Sprachnachricht warnen.
Der VdS Schadenverhütung hat deshalb die Richtlinien VdS 3438-3 erstellt und bietet Herstellern präzise, normkonforme Hilfestellungen zur Gestaltung dieses Marktes sowie zur Nutzung der Chancen durch das Internet der Dinge (IoT), zum Beispiel der Alarmierung im Einbruchfall.

### Installation in Wohnräumen
Da bei Schlafenden der Geruchssinn ausgeschaltet ist, sterben rund 2/3 der Brandopfer in Industrieländern an einer Rauchvergiftung im Schlaf. Daher sind in Wohnungen Schlaf- und Kinderzimmer, sowie Flure als Fluchtweg in sämtlichen Bundesländern vorgeschriebene Räume für Rauchwarnmelder. In Deutschland ist die Platzierung der Rauchwarnmelder in den Landesbauordnungen der Bundesländer auf Basis der Anwendungsnorm DIN 14676 geregelt.
Sinnvoll ist die Anbringung weiter in Räumen mit viel Elektrik, meist Wohnzimmer (vor allem, wenn Bewohner öfters auf dem Sofa einschlafen) und dem Wasch/Heizungskeller (meist findet sich hier auch der Sicherungskasten, ein Hauptauslöser von Bränden in Privatwohnungen). Abzuraten ist von einer Installation in Küche und Badezimmer, da die häufigen Wasserdämpfe dort zu Falschalarmen führen können.
Anzubringen sind die Melder
- immer an der Decke
- am besten in der Raummitte
- und im Umkreis von ½ Meter sollten sich keine Hindernisse (Deckenleuchte, Dachbalken, hohe Möbel wie Schränke) finden, da diese den Rauchfluss unterbrechen können.[20]

In mehrgeschossigen Gebäuden sollte in jedem Geschoss mindestens ein Rauchwarnmelder installiert sein. Wärmemelder können eine zusätzliche Absicherung schaffen, lösen allerdings im Vergleich zu Rauchwarnmeldern im Brandverlauf sehr spät aus. Für Schwelbrände mit sehr geringer Hitzeentwicklung sind sie daher ungeeignet. Für den Einsatz als Rauchwarnmelder in Schlaf- und Kinderzimmern, in denen eher mit sich langsam ausbreitenden Schwelbränden gerechnet wird, ist ein optischer Rauchmelder vorzuziehen. Eine häufige Brandursache ist zum Beispiel der im Bett einschlafende Raucher.
Melder, die mit der Erkennung von Rauch arbeiten, sollten grundsätzlich an der höchsten Stelle des Raumes installiert werden, da Rauch nach oben steigt und sich üblicherweise unter der Decke sammelt. Bei der Montage in einem spitz zulaufenden Dachraum (Dachspitz) darf der Melder nicht am obersten Punkt (im Spitz) angebracht werden, da sich durch die aufsteigende warme Raumluft ein sogenanntes Wärmepolster bildet, das dafür sorgt, dass Rauch nie bis an den obersten Punkt gelangt. Gemäß DIN VDE 0833-2 sind Melder deshalb ab einer gewissen Raumhöhe nicht direkt an Decken, sondern mit Abstand „abzupendeln“. Wenn Melder an einem niederen Dachbalken befestigt werden, so sollte dieser zwischen 30 cm und 50 cm niedriger als der höchste Raumpunkt liegen. So kann sich für ein zuverlässiges Auslösen Rauch in ausreichender Konzentration sammeln. Wird der Melder an einer Dachschräge angebracht, ist neben der Montagehöhe zu beachten, dass der Melder waagerecht montiert sein muss. Ansonsten besteht die Gefahr, dass der Rauch durch den Melder hindurchzieht, ohne ein Ansprechen zu bewirken.
Das Anstreichen des Rauchmelders kann dazu führen, dass die Lufteingangsschlitze verstopfen und kein Rauch mehr eindringen kann. Ein Absaugen von Staubflusen kann die empfindliche Elektronik beeinträchtigen.

### Wartung und Funktionstest
Brandmelder müssen nicht im üblichen Sinne gewartet werden. In den Landesbauordnungen der Bundesländer ist dennoch eine regelmäßige Wartung vorgesehen. Gemeint ist damit eine regelmäßige visuelle Prüfung durch Privatnutzer, ob der Melder beschädigt ist. Zudem soll regelmäßig der Funktionsknopf (üblicherweise die einzige Betätigungstaste auf der Unterseite des Melders) gedrückt werden. Aus der Bedienungsanleitung ergibt sich, wie oft der Funktionstest durchgeführt werden soll. Meist werden halbjährliche Intervalle gefordert. Nach dem Drücken des Funktionsknopfes sollte binnen weniger Sekunden der Alarm ertönen.
Ein Test sollte nicht mit Zigarettenqualm erfolgen, weil im Rauch enthaltene Schwebeteilchen (zum Beispiel Teer und Asche) die Sensoren des Melders verschmutzen und damit unbrauchbar machen können. Von einem Test mit Feuerzeug oder Streichhölzern sollte unbedingt abgesehen werden, da durch die hohen Temperaturen der Rauchwarnmelder beschädigt werden kann. Für eine realitätsnähere Prüfung kann auf spezielle Sprayflaschen mit Prüfgas zurückgegriffen werden. Der Sprühstoß muss dabei geräteabhängig über eine längere Zeit andauern, da die Melder, um Strom zu sparen, nur in Abständen auf Rauch prüfen.
Wer Melder im gewerblichen Bereich in Betrieb genommen hat, muss nachweisen, dass alle Melder mindestens jährlich geprüft worden sind. In Deutschland sind zusätzlich vierteljährliche Inspektionen der Brandmelderzentrale, Meldergruppen und Alarmierungen durch eine Fachkraft vorgeschrieben. Diese müssen nach den Normen DIN 14675 und 14676 sowie DIN/VDE 0833 Teil 1 erfolgen. In Deutschland sind nach DIN 14675 über 2130 Unternehmen zertifiziert. Die Zertifizierung nach DIN EN ISO 9001 ist zu beachten. In Österreich sind die Normen ähnlich und die Auslegungen und Prüfungen müssen der TRVB S123 03 entsprechen.
Zur professionellen Wartung ist die Nutzung eigens entwickelter Melderpflücker möglich.

## Rauchwarnmelderpflicht
In den USA sind etwa 93 % aller Haushalte mit insgesamt etwa 120 Millionen Rauchwarnmeldern ausgestattet. Seit den 1970er Jahren bestehen Regelungen in zahlreichen US-Bundesstaaten. Im März 2010 teilte das Office of Compliance der USA mit, dass seither die Zahl der Brandtoten um rund 50 % sank. In Kanada, den Niederlanden und Teilen Australiens besteht ebenfalls eine gesetzliche Rauchwarnmelderpflicht.
In Großbritannien wurde im Jahr 1992 eine gesetzliche Rauchwarnmelderpflicht eingeführt, die für alle neuen Gebäude mindestens einen Rauchwarnmelder pro Etage fordert. Im Jahr 1987 waren etwa 9 %, 1998 etwa 75 % der britischen Haushalte mit Meldern ausgestattet.

### Deutschland
Die Lobbyorganisation „Forum Brandrauchprävention“ setzte sich besonders für eine Rauchwarnmelderpflicht ein, dort haben sich unter anderem Hersteller von Rauchwarnmeldern und Versicherungen organisiert. Das Bundesbaugesetz (BBauG) enthält keine Verordnungen zur Rauchwarnmelderpflicht; dies obliegt den einzelnen Bundesländern.

#### Regelungen in den Bundesländern
Seit den 2000er Jahren nahmen die Bundesländer nach und nach gesetzliche Vorschriften zur Montage von Rauchwarnmeldern in ihre Bauordnungen auf. In den jeweiligen Landesbauordnungen gilt die Anwendungsnorm DIN 14676 sowie die Gerätenorm DIN EN 14604 als verbindlich. Somit lesen sich die Verordnungen sehr ähnlich. Zeitlich weit auseinander lagen hingegen die Gesetzesbeschlüsse der einzelnen Bundesländer. Ebenfalls weit auseinander liegen die Zeitpunkte des Beginns der Umsetzungspflicht bei Neubauten sowie das Ende der Nachrüstungsfrist bereits bestehender Bauten. Unterschiedlich geregelt ist auch, auf wessen Kosten die Wartung und Überprüfung der Betriebsbereitschaft der Rauchwarnmelder stattfindet. Überwiegend ist dies der Vermieter, in Baden-Württemberg, Bayern, Bremen, Hessen, Niedersachsen, Nordrhein-Westfalen und Schleswig-Holstein jedoch der Mieter, sofern der Vermieter die Kosten nicht freiwillig übernimmt.
| Bundesland             | Landesbauordnung                                             | Einführung Rauchwarnmelder- Pflicht | Ablauf Nachrüstungsfrist | Betreff                                                                                          | Anteil in Haushalten (Stand: 2014) |
| ---------------------- | ------------------------------------------------------------ | ----------------------------------- | ------------------------ | ------------------------------------------------------------------------------------------------ | ---------------------------------- |
| Baden-Württemberg      | Landesbauordnung für Baden-Württemberg § 15 Abs. 7           | 23. Juli 2013                       | 31. Dez. 2014            | Zum Schlafen bestimmte Aufenthaltsräume und deren Rettungswege.                                  | 57 %                               |
| Bayern                 | Bayerische Bauordnung Art. 46 Abs. 4                         | 1. Jan. 2013                        | 31. Dez. 2017            | Schlafräume, Kinderzimmer, Flure zu Aufenthaltsräumen in Wohnungen.                              | 40 %                               |
| Berlin                 | Bauordnung für Berlin (BauO Bln) Art. 48 Abs. 4              | 1. Jan. 2017                        | 31. Dez. 2020            | Aufenthaltsräume (ausgenommen Küchen), Flure über die Rettungswege von Aufenthaltsräumen führen. | 7 %                                |
| Brandenburg            | Brandenburgische Bauordnung                                  | 1. Juni 2016                        | 31. Dez. 2020            | Aufenthaltsräume (ausgenommen Küchen), Flure über die Rettungswege von Aufenthaltsräumen führen. | 25 %                               |
| Bremen                 | Bremische Landesbauordnung § 48 Abs. 4                       | 1. Mai 2010                         | 31. Dez. 2015            | Schlafräume, Kinderzimmer, Flure als Rettungswege von Aufenthaltsräumen in Wohnungen.            | 89 %                               |
| Hamburg                | Hamburgische Bauordnung § 45 Abs. 6                          | 1. Apr. 2006                        | 31. Dez. 2010            | Schlafräume, Kinderzimmer, Flure als Rettungswege von Aufenthaltsräumen in Wohnungen.            | 69 %                               |
| Hessen                 | Hessische Bauordnung § 14 Abs. 5                             | 24. Juni 2005                       | 31. Dez. 2014            | Schlafräume, Kinderzimmer, Flure als Rettungswege von Aufenthaltsräumen in Wohnungen.            | 79 %                               |
| Mecklenburg-Vorpommern | Landesbauordnung Mecklenburg-Vorpommern § 48 Abs. 4          | 1. Sep. 2006                        | 31. Dez. 2009            | Schlafräume, Kinderzimmer, Flure als Rettungswege von Aufenthaltsräumen in Wohnungen.            | 85 %                               |
| Niedersachsen          | Niedersächsische Bauordnung § 44 Abs. 5                      | 13. Apr. 2012                       | 31. Dez. 2015            | Schlafräume, Kinderzimmer, Flure als Rettungswege von Aufenthaltsräumen in Wohnungen.            | 65 %                               |
| Nordrhein-Westfalen    | Bauordnung für das Land Nordrhein-Westfalen § 47 Abs. 2      | 1. Apr. 2013                        | 31. Dez. 2016            | Schlafräume, Kinderzimmer, Flure als Rettungswege von Aufenthaltsräumen in Wohnungen.            | 69 %                               |
| Rheinland-Pfalz        | Landesbauordnung Rheinland-Pfalz § 44 Abs. 8                 | 31. Dez. 2003                       | 13. Juli 2012            | Schlafräume, Kinderzimmer, Flure als Rettungswege von Aufenthaltsräumen in Wohnungen.            | 90 %                               |
| Saarland               | Landesbauordnung § 46 Abs. 4                                 | 1. Juni 2004                        | 31. Dez. 2016            | Schlafräume, Kinderzimmer, Flure als Rettungswege von Aufenthaltsräumen in Wohnungen.            | 59 %                               |
| Sachsen                | Sächsische Bauordnung § 47 Abs. 4                            | 1. Jan. 2016                        | 31. Dez. 2023            | Zum Schlafen bestimmte Aufenthaltsräume und deren Rettungswege.                                  | 40 %                               |
| Sachsen-Anhalt         | Bauordnung des Landes Sachsen-Anhalt § 47 Abs. 4             | 22. Dez. 2009                       | 31. Dez. 2015            | Schlafräume, Kinderzimmer, Flure als Rettungswege von Aufenthaltsräumen in Wohnungen.            | 60 %                               |
| Schleswig-Holstein     | Landesbauordnung für das Land Schleswig-Holstein § 49 Abs. 4 | 1. Apr. 2005                        | 31. Dez. 2010            | Schlafräume, Kinderzimmer, Flure als Rettungswege von Aufenthaltsräumen in Wohnungen.            | 95 %                               |
| Thüringen              | Thüringer Bauordnung § 48 Abs. 4                             | 1. Mai 2004                         | 31. Dez. 2018            | Schlafräume, Kinderzimmer, Flure als Rettungswege von Aufenthaltsräumen in Wohnungen.            | 31 %                               |

Als erstes Bundesland führte Rheinland-Pfalz eine solche Verpflichtung ein, deren Wortlaut zur Grundlage der meisten folgenden Regelungen wurde.

„In Wohnungen müssen Schlafräume und Kinderzimmer sowie Flure, über die Rettungswege von Aufenthaltsräumen führen, jeweils mindestens einen Rauchwarnmelder haben. Die Rauchwarnmelder müssen so eingebaut und betrieben werden, dass Brandrauch frühzeitig erkannt und gemeldet wird.“

Eine Nachrüstfrist setzte Rheinland-Pfalz später als einige andere Bundesländer. Die erste Nachrüstfrist setzte Schleswig-Holstein und legte dabei eine Aufteilung der Zuständigkeit fest.

„Die Eigentümerinnen oder Eigentümer vorhandener Wohnungen sind verpflichtet, jede Wohnung bis zum 31. Dezember 2010 mit Rauchwarnmeldern auszurüsten. Die Sicherstellung der Betriebsbereitschaft obliegt den unmittelbaren Besitzerinnen oder Besitzern, es sei denn, die Eigentümerin oder der Eigentümer übernimmt diese Verpflichtung selbst.“

In Baden-Württemberg wurde die späte Rauchwarnmelderpflicht kurzfristig nach einem Brand in Backnang eingeführt, bei dem eine Mutter und sieben Kinder starben.
Im Saarland besteht eine Nachrüstpflicht für Rauchmelder. Der Vermieter muss den Einbau und die Beschaffung übernehmen, der Mieter die jährliche Kontrolle. Der Anschaffungspreis kann auf die Miete umgelegt werden.
Eine Ausnahme bezüglich der Verantwortlichkeit für Einbau, Wartung und Betriebsbereitschaft des Rauchwarnmelders bildet Mecklenburg-Vorpommern. Hier ist in der Landesbauordnung statt vom Eigentümer vom Besitzer die Rede. Relevant wird dieser Unterschied erst, wenn Eigentum nicht vom Eigentümer selbst genutzt wird. Bei Mietwohnungen ist der Mieter der unmittelbare Besitzer einer Wohnung ab dem Moment der Schlüsselübergabe. Somit ist dieser in der Pflicht, die erforderlichen Rauchwarnmelder anzuschaffen, zu installieren, zu warten und für deren ständige Betriebsbereitschaft zu sorgen. Demzufolge darf der Mieter die selbst angeschafften Geräte bei einem Aus- oder Umzug wieder abmontieren.
In Nordrhein-Westfalen existiert eine unterschiedliche Einbau- und Wartungspflicht. Die Wartung obliegt in der Regel dem Mieter. Bei Eigentümergemeinschaften und Genossenschaftswohnungen können Unternehmen Einbau und Wartung durchführen.
Der Bundesgerichtshof (BGH) hat 2015 entschieden, dass ein Mieter den Einbau von Rauchmeldern durch den Vermieter dulden muss. Der BGH begründete sein Urteil damit, dass es sich bei dem Einbau von Rauchmeldern um eine bauliche Veränderung im Sinne des § 555b Nr. 4 und 5 BGB handelt.

#### Kostenübernahme bei vermieteten Wohnungen
Außer in Mecklenburg-Vorpommern, wo in vermieteten Räumen die jeweiligen Mieter für die Anschaffung von Rauchwarnmeldern verantwortlich sind (siehe oben), sind die Kosten für die Anschaffung in allen anderen Bundesländern grundsätzlich zunächst vom Eigentümer zu tragen. Die erstmaligen Anschaffungskosten können jedoch wegen Steigerung der Sicherheit der Wohnung gemäß Mietrecht (§ 554 Abs. 2 und § 559 BGB) durch anteilige Erhöhung der jährlichen Nettokaltmiete in einem Umfang von maximal 11 % der Investitionskosten an die Mieter weitergegeben werden. Diese Regelung hat allerdings nur für bestehende Altverträge eine praktische Relevanz und wird daher in Zukunft an Bedeutung verlieren. In solchen Fällen kommt ein monatlicher Betrag von weniger als einem Euro auf (Rechnerisch 1,00 Euro Mieterhöhung pro Monat bei Investitionskosten von 109 Euro pro Wohnung).
Betreffend der jährlichen Wartung ist bisher strittig, ob die Kosten hierfür über die Betriebskostenabrechnung auf Mieter umlegbar sind. So entschied das Arbeitsgericht Dortmund, dass die Leasing- und Anmietkosten wie ein käuflicher Erwerb zu betrachten sind und deshalb ebenso wenig umlagefähig sind wie die Anschaffungskosten selbst. Weiter vertritt das Gericht die Auffassung, dass Wartungskosten auf einen Mieter umgelegt werden können, wenn die Parteien eine entsprechende mietvertragliche Vereinbarung geschlossen haben. Weist der Mietvertrag eine solche Vereinbarung nicht auf, obliegt die Wartungspflicht den Mietern, so dass Wartungskosten vermieterseitig nicht geltend gemacht werden können. Streit gab es bereits mehrfach in der Frage, ob etwaige regelmäßige Kosten auf Mieter umlegbar sind, wenn die Rauchwarnmelder nicht gekauft, sondern durch den Eigentümer gemietet sind, und wenn es hierzu keine eindeutige Regelung im Mietvertrag gibt. Hierzu gab es in der Vergangenheit unter Gerichten unterschiedliche Rechtsauffassungen und verschiedene Amtsgerichte urteilten, dass Mietkosten nicht umlegbar seien.
Mit dem Landgericht Magdeburg hat 2011 erstmals ein Landgericht entschieden, dass nicht nur die Kosten für die Wartung, sondern auch die Kosten der Anmietung von Rauchwarnmeldern zu den umlagefähigen Betriebskosten im Sinne des § 2 Nr. 17 BetrkV gehören. Das Landgericht Hagen vertrat in seinem am 4. März 2016 ergangenen Urteil die Auffassung, dass zwar die Wartungskosten für Rauchmelder umlagefähige Betriebskosten sind, jedoch nicht die Kosten für die Anmietung von Rauchwarnmeldern. Das Landgericht ließ Revision zu. Seitdem gibt es kein bekanntes höherinstanzliches Urteil über diese Frage. Mit dem Abschluss von neuen Mietverträgen, in denen die Kostenübernahme der Wartung vertraglich eindeutig geregelt wird, verliert die Frage in Zukunft an Bedeutung.

#### Erfolgsmessung
In Deutschland gab es von 1991 bis 2003 keine Rauchwarnmelderpflicht, dennoch sank die Anzahl der Brandtoten um 43 %. Die Rauchwarnmelderpflicht steht in der Kritik, da sie durchgesetzt wurde, obwohl keine statistische Grundlage über einen tatsächlichen Sicherheitszuwachs durch Rauchwarnmelder vorlag und die Todesfälle auch ohne ein solches Gesetz von etwa 800 im Jahr 1980 kontinuierlich bis auf unter 400 im Jahr 2010 sanken.

Anzahl der jährlich bei Bränden verstorbenen Personen in Deutschland (von 1980 bis 2015)
Anzahl der jährlich bei Bränden verstorbenen Personen pro Million Einwohner in Deutschland (von 1980 bis 2014)
Anzahl der jährlich bei Bränden verstorbenen Personen in Hamburg (von 2003 bis 2014)
Anzahl der jährlich bei Bränden verstorbenen Personen in Schleswig-Holstein (von 2003 bis 2014)

#### Deutscher Rauchmeldertag
Zur Verkaufsförderung und Einflussnahme auf die Politik wird von verschiedenen Brandschutzorganisationen seit dem Jahr 2006 ein Freitag, der 13. zum Rauchmeldertag ausgerufen. Der Aktionstag wird von Feuerwehren, Schornsteinfegern, Versicherungen und Brandmelderherstellern unterstützt. Verbraucher werden durch Aktionen und Presseinformationen zum Kauf von Rauchmeldern motiviert und außerdem gezielt Vermieter und Wohnungsbesitzer angesprochen. Am 13. März 2009 fand der vom Forum Brandrauchprävention in der Vereinigung zur Förderung des Deutschen Brandschutzes (vfdb) und dem Deutschen Feuerwehrverband initiierte Rauchmeldertag statt. Die Landesregierung Nordrhein-Westfalens produzierte dazu einen Videofilm, um auf die Gefahren von Rauchgas in der heimischen Wohnung hinzuweisen.

### Rauchwarnmelderpflicht in Österreich
| Bundesland       | Inkrafttreten     |
| ---------------- | ----------------- |
| Burgenland       | 8. Januar 2013    |
| Kärnten          | 1. Oktober 2012   |
| Niederösterreich | 1. Februar 2015   |
| Oberösterreich   | 1. Juli 2013      |
| Salzburg         | 1. Juli 2016      |
| Steiermark       | 1. Januar 2013    |
| Tirol            | 1. September 2013 |
| Vorarlberg       | 1. Januar 2013    |
| Wien             | 1. Januar 2013    |

In Österreich bedingt die OIB-Richtlinie 2 (als aktuelle bautechnische Vorschrift in allen Bundesländern verpflichtend) in Aufenthaltsräumen von Wohnungen (ausgenommen Küchen) den Einbau von Rauchwarnmeldern.
In allen Bundesländern gelten diese Regelungen nur für Neubauten. Nur in Kärnten galt eine Übergangsfrist, bei der auch bestehende Bauten nachgerüstet werden müssen.

### Rauchwarnmelder in der Schweiz und Liechtenstein
In der Schweiz ist die Installation von Rauchmeldern nicht verpflichtend. Einige Versicherungen bieten jedoch Rabatte an, wenn ein Rauchwarnmelder installiert wurde.
In Liechtenstein empfiehlt das Amt für Bevölkerungsschutz die Verwendung von Rauchwarnmeldern.

### Rauchwarnmelder in Luxemburg
Ab dem 1. Januar 2020 galt übergangsweise eine Rauchmelderpflicht in allen neuen Wohnungen und Häusern und seit dem 1. Januar 2023 auch in Bestandsgebäuden mit mindestens einer Wohnung. Die Rauchmelder müssen in allen Fluchtwegen und Schlafzimmern installiert sein und über eine CE-Kennzeichnung verfügen. Das Gesetz sieht keine Sanktionen vor und stellt auch klar, dass das Fehlen von Rauchmeldern in der Wohnung für Versicherungsgesellschaften keine Ausschlussklausel darstellt. Während der Besitzer für die Installation verantwortlich ist, fällt die Wartungspflicht auf die Bewohner.

## Geschichte

### Automatische Brandmelder
Als Kuriosum kann der 1894 erfundene und patentierte Brandmelder mit einem Vogel im Käfig angesehen werden, der ähnlich wie Kanarienvögel in einer Grube funktioniert, wobei der von der Stange fallende Vogel auf eine Platte fällt und einen elektrischen Alarmkreis schließt.
Erste Hitzemelder gab es um die Jahrhundertwende, Ionisationsrauchmelder wurden in der Schweiz erfunden und ab den 1950er Jahren in größeren Stückzahlen produziert, siehe Ionisationsrauchmelder → Geschichte. Photoelektrische Rauchmelder wurden 1972 in den USA erfunden. Die Transistorisierung machte bei allen Arten von Rauchmeldern kleine batteriebetriebene Geräte möglich.

### Nicht-automatische Brandmelder

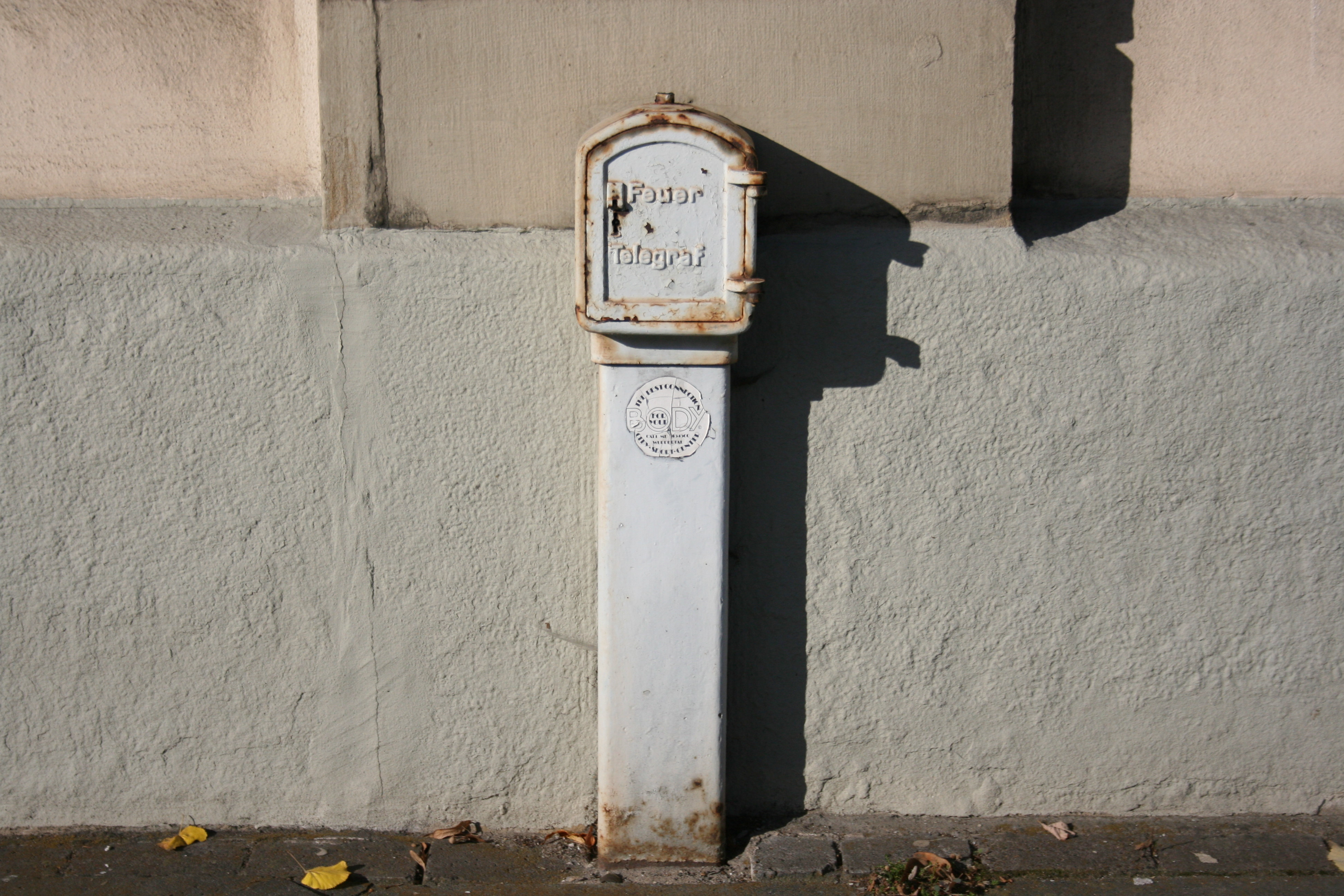
Feuertelegraph in Wuppertal

Die Vorläufer der Handfeuermelder waren die Feuertelegraphen. Diese unter anderem in Hamburg und Kaiserslautern eingesetzte Technik wurde Ende des 19. Jahrhunderts von Siemens und Halske produziert. Die Anlage in Kaiserslautern wurde ab 1887 installiert, anfänglich waren nur elf Industriebetriebe an das System angeschlossen. Nach und nach wurden jedoch Privathaushalte mit dieser Technik ausgestattet. In den Meldestellen befand sich eine Kurbel zum Auslösen des Alarmes. Jede Meldestelle hatte ein anderes Codierrad, somit konnte in der Zentrale festgestellt werden, von welchem Ort die Feuermeldung kam. Als Bestätigung, dass die Feuermeldung in der Zentrale aufgelaufen war, ertönte in der Meldestelle ein Signalton. Von der Zentrale aus wurde automatisch oder manuell die Feuerglocke ausgelöst. Diese ertönte in Kaiserslautern zum letzten Mal im Jahr 1928.
In Düsseldorf sind Feuertelegraphen später als Kommunikationsmittel für die Einsatzkräfte verwendet worden. Diese waren dann mit einem Hörer ausgestattet und boten die Möglichkeit, direkt mit der Leitstelle Kontakt aufzunehmen um beispielsweise Lagemeldungen oder Nachforderungen von weiteren Kräften durchzugeben. Dies war wichtig in Zeiten, in denen die Feuerwehr noch nicht über Funk verfügte. In den Anfangszeiten wurde mittels vorher festgelegter Codes kommuniziert, später machte die Technik es möglich, ein normales Gespräch zu führen. Verwendet wurde das System in Düsseldorf bis in die 1950er Jahre.

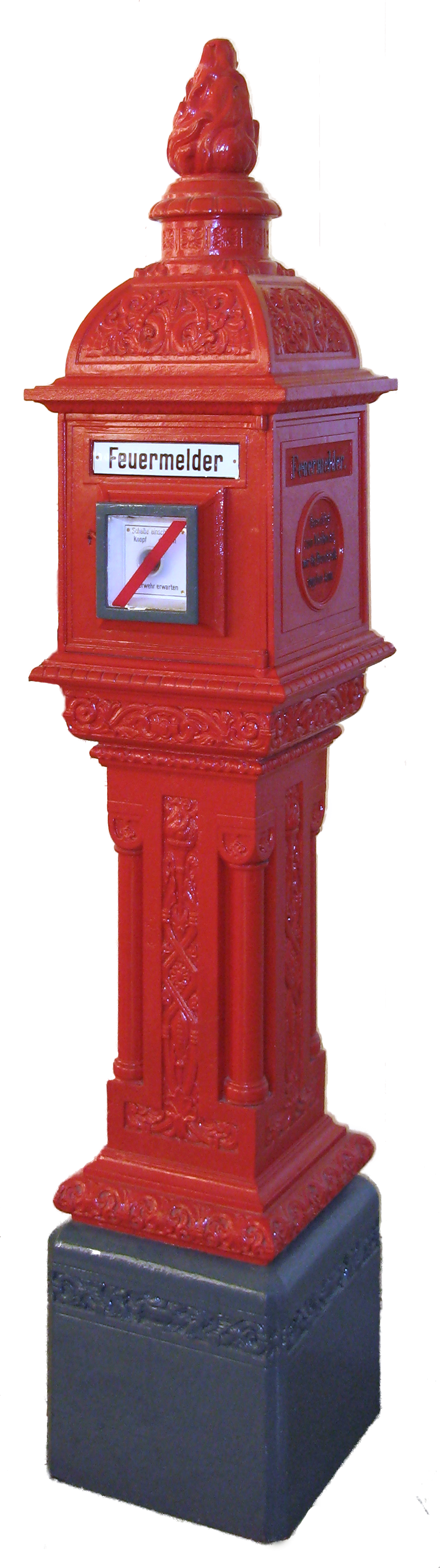
Historischer Handfeuermelder, um 1886 in Berlin erstmals aufgestellt.